# La fusilación
 La fusilación, que també es va exhibir com El último montonero, és una pel·lícula en blanc i negre de l'Argentina dirigida per Catrano Catrani sobre el seu propi guió segons un conte de Félix Luna que es va estrenar el 25 de desembre de 1963 i que va tenir com a protagonistes Romualdo Quiroga, Marcela López Rey, Aldo Mayo i Juan Carlos Lamas. Va ser filmat parcialment en la província de La Rioja.

## Sinopsi
L'aixecament del Chacho Peñaloza en 1860, vist per un montonero de La Rioja i el capità porteny que ha d'afusellar-lo.

## Repartiment
- Romualdo Quiroga
- Marcela López Rey
- Aldo Mayo
- Juan Carlos Lamas
- Raúl del Valle

## Comentaris
Per Clarín es tracta d'una:
| « | ”Informada i sensible realització.” | » |

Amb la signatura de ML la nota de La Prensa expressa que:
| « | ”La labor de Catrano Catrani en la direcció deixa….molt a desitjar. El seu llenguatge és lent fins a la pesadesa. Es deté massa en el detall documental, mostrant cardons, “pitxis” o sargantanes, i desatén en absolut el ritme del film” | » |

Antonio Salgado a Tiempo de Cine diu:
| « | ”Supera el cinema d'entreteniment corrent, però en el nivell creatiu que pretén les seves febleses són notòries.” | » |

Per part seva, Manrupe i Portela escriuen:
| « | ”Un tema històric interessant amb bones intencions però en definitiva excessivament dialogat i fred. Entre el millor del director.” | » |